# Être
Être is een Franse film uit 2014, geschreven en geregisseerd door Fara Sene. De film ging in première op 4 oktober op het Festival du Film Francophone de Namur.

## Verhaal
De film volgt enkele mensen in Parijs wier paden elkaar zullen kruisen in de komende 24 uur waardoor er voor elk van hen nieuwe mogelijkheden ontstaan. François is een detective die zowel in zijn loopbaan als in zijn huwelijksleven geen voldoening vindt. Mohamed is een garagehouder, ooit op jonge leeftijd veroordeeld, die er van droomt de stad te verlaten. Ester is een geadopteerd meisje dat zich niet goed in haar vel voelt en Christian is een bakker die in de familiale bakkerij werkt maar graag uit zijn dorp zou willen vertrekken. Ten slotte is er nog een dakloze die door de straten van Parijs zwerft.

## Rolverdeling
| Acteur             | Personage |
| ------------------ | --------- |
| Bruno Solo         | François  |
| Salim Kechiouche   | Mohamed   |
| Benjamin Ramon     | Marco     |
| Djena Tsimba       | Ester     |
| Sophie Leboutte    | dakloze   |
| Stéphanie Van Vyve | Catherine |

## Prijzen en nominaties
De film ontving 2 nominaties voor de Magritte du cinéma 2016 (Stéphanie Van Vyve, beste jong vrouwelijk talent en Benjamin Ramon, beste jong mannelijk talent).